# Pinell de Brai
El Pinell de Brai – gmina w Hiszpanii, w prowincji Tarragona, w Katalonii, o powierzchni 57,49 km². W 2011 roku gmina liczyła 1124 mieszkańców.